# Salon-la-Tour
 Salon-la-Tour  (en occitano Salom) es una comuna y población de Francia, en la región de Lemosín, departamento de Corrèze, en el distrito de Tulle y cantón de Uzerche.
Su población en el censo de 2008 era de 703 habitantes.
Está integrada en la Communauté de Communes du Pays d'Uzerche.

## Demografía
| 969 | 1018 | 926 | 798 | 729 | 721 | 703 |
| Para los censos de 1962 a 1999 la población legal corresponde a la población sin duplicidades (Fuente: INSEE [Consultar]) |      |     |     |     |     |     |